# Bugs travaille du chapeau
Pour plus de détails, voir Fiche technique et Distribution.
Bugs travaille du chapeau (Bugs' Bonnets) est un court métrage d'animation de la série américaine Merrie Melodies, réalisé par Chuck Jones et sorti le 14 janvier 1956, qui met en scène Bugs Bunny.

## Fiche technique
- Gérard Surugue : Bugs Bunny
- Patrice Dozier : Elmer Fudd
- Bernard Métraux : Annonceur